# Werner Glahe
Werner Glahe (* 3. Februar 1931 in Göttingen; † 12. März 2017) war ein deutscher Volkswirt, Wissenschafts- und Pferdesport-Funktionär.

## Leben
Werner Glahe studierte Volkswirtschaftslehre und promovierte 1959 an der Universität Münster mit einer Untersuchung über Verkehrsleistungen. Er habilitierte sich an der Leopold-Franzens-Universität Innsbruck und lehrte als Professor für allgemeine Volkswirtschaftslehre an der Technischen Universität Clausthal. Sein Forschungsschwerpunkt lag im Bereich des Managements und der Unternehmensführung.
Neben seiner universitären Tätigkeit war Glahe als Wissenschaftsfunktionär aktiv, wobei er versuchte, seine theoretischen Ansätze in die Praxis umzusetzen. Sein progressives Führungsverständnis kam auch in seiner Funktion als volkswirtschaftlicher Leiter des Oetker-Konzerns in Bielefeld zum Tragen. Da Rudolf August Oetker zu den frühen Förderern der 1969 gegründeten Reform-Universität Bielefeld gehörte, wurde Glahe 1966 zum Gründungsgeschäftsführer der westfälisch-lippischen Universitätsgesellschaft ernannt, um unter Oetkers und Herbert Hinnendahls Vorsitz mit dem Soziologen und Bildungsreformer Helmut Schelsky und Paul Mikat die Gründung der Hochschule vorzubereiten.
1971 trat Glahe in die Geschäftsleitung der 1956 von Reinhard Höhn gegründeten Akademie für Führungskräfte Bad Harzburg ein. Als Anhänger des Harzburger Modells befürwortete Glahe ein modernes Führungsverständnis in Unternehmen, das auf flachere Hierarchien und mehr Eigenverantwortung bei Arbeitnehmern setzte.
In seiner Freizeit war er Anhänger des Pferdesports und von 1974 bis 1999 Präsident des Bad Harzburger Rennvereins.
1993 wurde Glahe mit dem Niedersächsischen Verdienstkreuz am Bande ausgezeichnet.

## Schriften (Auswahl)

### Monographien
- Die Determinanten der Nachfrage nach Verkehrsleistungen auf der Straße, Göttingen 1960.
- Griechische Entwicklungsprobleme. Studien an einem kontinentaleuropäischen Entwicklungsland, Köln 1962.
- Mit Clemens August Andreae, Das Gegengewichtsprinzip in der Wirtschaftsordnung, Bd. 1., Wirtschaftliche Macht und Wettbewerb, Köln u. a. 1966.

### Aufsätze
- Ist das Harzburger Modell verstaubt?, in: Plus. Zeitschrift für Unternehmensführung 4 (1972), S. 43 ff.
- Mit Reimund Berger, Das Problem der Zielkonflikte und die Möglichkeiten ihrer Überwindung bei einer Führung mit Zielsetzung im Harzburger Modell, in: Harzburger Hefte 5/6 (1972), S. 235–251.
- Management by Breakthrough, in: Harzburger Hefte 9 (1972), S. 473–479.
- Von Management by Control and Direction zu Management by Communication and Participation, in: Harzburger Hefte 12 (1972), S. 708–712.
- Management by Delegation, in: Harzburger Hefte 1–2 (1973), S. 184–188.
- Mitbestimmung und Führungsrechte, in: management heute 11 (1974), S. 8–17.
- Autorität und moderner Führungsstil, in: management heute 4 (1975), S. 23–25.
- Führungsstil und Humanisierung, in: management heute 4 (1975), S. 28–31.
- Der Zwang zur Entscheidung über den Führungsstil, in: management heute 10 (1978), S. 34 f.